# Imperial Beach
Imperial Beach är en stad (city) i San Diego County, i delstaten Kalifornien, USA. Enligt United States Census Bureau har staden en folkmängd på 26 708 invånare (2011) och en landarea på 10,8 km².